# 威廉傑瑟普大學
威廉傑瑟普大學（William Jessup University）是位於美國加利福尼亞州羅克林的一所基督教私立大學，在聖何塞有一個分校區。其規模較小，大約有1200名在校生。 2015年《美國新聞與世界報道》未給予其排名資格。

## 外部連結
- William Jessup University Official Website （页面存档备份，存于）
- William Jessup University Official Athletics Website （页面存档备份，存于）
- WJU Official Academic Blogs